# Enhancer trap
L'enhancer trap è una tecnica di laboratorio di genetica e fa parte delle tecniche di Trap mutagenesis (di cui fanno parte la gene trap e il promoter trap). Tale tecnica è utile a "pescare" sequenze regolative in una sequenza di DNA. L'enhancer trap è un costrutto che prende il nome di vettore nel quale è presente un gene reporter il quale verrà espresso soltanto se il vettore andrà ad inserirsi nelle adiacenze della sequenza di DNA che si decide di "intrappolare". Lo scopo dell'esperimento non è quello di catturare un enhancer particolare, ma si vuole trovare un qualsiasi enhancer; la tecnica dell'enhancer trap è molto più efficiente della promoter trap in quanto gli enhancer funzionano anche  bidirezionalmente e a distanza.

## Descrizione della tecnica
Il costrutto che viene impiegato è in genere formato: da un promotore minimo che non consente un'espressione rilevabile del gene reporter (che può essere lac Z oppure GFP (il gene reporter è posto all'estremità del costrutto per renderlo il più sensibile possibile quando si trova nelle vicinanze di un enhancer; non viene mai posizionato al centro)), le estremità del costrutto sono le estremità di un elemento trasponibile le quali evitano che il costrutto si spezzi a seguito dell'inserzione. Il costrutto si inserisce dalle sue estremità così come accade per i retrovirus. Questa inserzione che avviene in modo casuale può far esprimere o meno il gene reporter a seconda che questo si è inserito in prossimità di un enhancer. Quando avviene l'espressione del gene reporter si ha la chiave di accesso per accedere sia alle sequenze regolative che al gene che quelle sequenze regolano. Essendo il costrutto del gene reporter identificabile con una sonda, basta muoversi a destra e a sinistra per trovare, con opportuni studi delle ORF e analisi di siti di binding di proteine regolative, gli enhancer e i geni d'interesse. Avendo identificato il tratto di DNA che funziona da enhancer, è poi possibile recuperarlo clonandolo immediatamente con la tecnica del Plasmid Rescue.